# Periferija Jonski otoci
Periferija Jonski otoci (grčki: Περιφέρεια Ιονίων Νησιών, Periféria Ionia nisia) je jedna od trinaest grčkih periferija, nazvana po istoimenoj otočnoj skupini. Za ovu otočnu skupinu stariji naziv bio je Eptanisa (grčki: Επτάνησα = Sedam otoka), zato što je bila sastavljena od sedam većih otoka (uz puno manjih). Šest od tih sedam otoka tvori Periferiju Jonski otoci;
- Krf / Kerkira (Κέρκυρα)
- Paksos (Παξοί)
- Lefkada (Λευκάδα)
- Itaka (Ιθάκη)
- Kefalonija (Κεφαλλονιά)
- Zakintos (Ζάκυνθος)
  -     - sedmi otok Kitera (Κύθηρα), spada pod periferiju Atika. (On je i zemljopisno već u Egejskom moru, dakle nije dio Jonskog mora)

Za vrijeme Mlečana, otoci su imali venecijanska imena, tako je otok Kerkira, nazvan - Corfu, otok Itaka zvao se - Val di Compare, otok Kitera, nazvan je Cerigo, otok Lefkada je zvan - Santa Maura, a otok Zakintos zvan je Zante.

## Veći gradovi u periferiji
- Argostóli (Αργοστόλι)
- Krf (Κέρκυρα)
- Lefkáda (Λευκάδα)
- Zakintos (Ζάκυνθος)

## Pogledajte i ovo
- Jonski otoci

## Vanjske poveznice
- Periferija Jonski otoci  Arhivirana inačica izvorne stranice od 23. svibnja 2010. (Wayback Machine)